# Elia Viviani
Elia Viviani (Isola della Scala, 1989. február 7.–) olasz kerékpárversenyző, sprinter. A 2016. évi nyári olimpiai játékokon az omnium győztese.

## Pályafutása
Viviani kiskorában teniszezett, korcsolyázott és focizott, mielőtt nyolcéves korában el nem kezdett kerékpározni. Országúti- és pályakerékpáros versenyeken is indult, legnagyobb eredményeit az európai ifjúsági olimpiai fesztiválon szerezte, ahol a mezőnyversenyt és a pontversenyt is megnyerte. Itt ismerte és karolta fel őt Paolo Slongo, aki pályafutása meghatározó szereplője lett. Ezen felül megismerkedett még többek között Andrea Guardinival is, akivel nemcsak jó baráti, de rivális viszonyt is folytatott vele. 2008-ban és 2009-ben már az U23-as kategóriában vitézkedett, ahol első évében 2, a másodikban pedig 7 győzelmet szerzett országúton. Emellett pályán két Európa-bajnoki címet szerzett, továbbá háromban olasz bajnok lett.

### Liquigas
Első profi szerződését 2010-ben kapta a Liquigastól,mely csapat főnöke Slongo lett, illetve ahol Ivan Basso, Franco Pellizotti és Peter Sagan tekertek. Első versenyére a Török körversenyen került sor, ahol a hetedik szakaszon megszerezte első profi győzelmét. Ezen felül még két fontos győzelmet szerzett. 2011-ben legnagyobb eredményét a pályakerékpározásban érte el, amikor a világbajnokság scratch versenyén a második lett. A szezon második felében az U23-as pályakerékpáros Európa-bajnokságon nyerte meg az omniumot és a pontversenyt. 2012-ben több olasz versenyt is nyert országúton, de emellett elindult a melbourne-i pályakerékpáros világbajnokságon, ahol bukott, de ennek ellenére kvalifikálta magát az olimpiára, viszont a Giro d’Italián nem tudott részt venni. Londonban az omniumra helyezte a hangsúlyt, ahol az első nap végén az összetett második helyén állt. Másnap még az élre is tudott ugrani, ám az utolsó futama nem sikerült jó és visszacsúszott a hatodik helyre. Az olimpia után elindult első háromhetes versenyén, a Vuelta a Españán, ahol két második helyet gyűjtött, mindkettőt John Degenkolb mögött.
A szezon végén a Liquigas csapat neve megváltozott, ám Viviani maradt az organizációnál. A következő évben az első komolyabb sikerére a Párizs–Nizzáig kellett várnia, amikor is szakaszt ugyan nem nyert, de a második szakaszon összeszedett bónuszmásodperceknek hála egy napig vezette az összetett versenyt. A Girón nem szerzett szakaszgyőzelmet, de a Dauphinén igen, a második szakaszon diadalmaskodott. Ebben az évben megszerezte első összetett győzelmét egy többnapos versenyről, amikor is az amerikai Tour of Elk Grove versenyt nyerte meg. Pályakerékpárban az Európa bajnokságon szerzett bajnoki címet Madisonban és a pontversenyben. 2014-re maradt a csapatánál, mellyel két fő célja volt az évre: a pályakerékpáros világbajnokság Caliban és a 2014-es Giro d’Italia, azonban mindkettő csalódással zárult számára. Pályakerékpárban jobban jött ki neki a lépés, omniumban Európa-bajnok és olasz bajnok lett.

### Team Sky

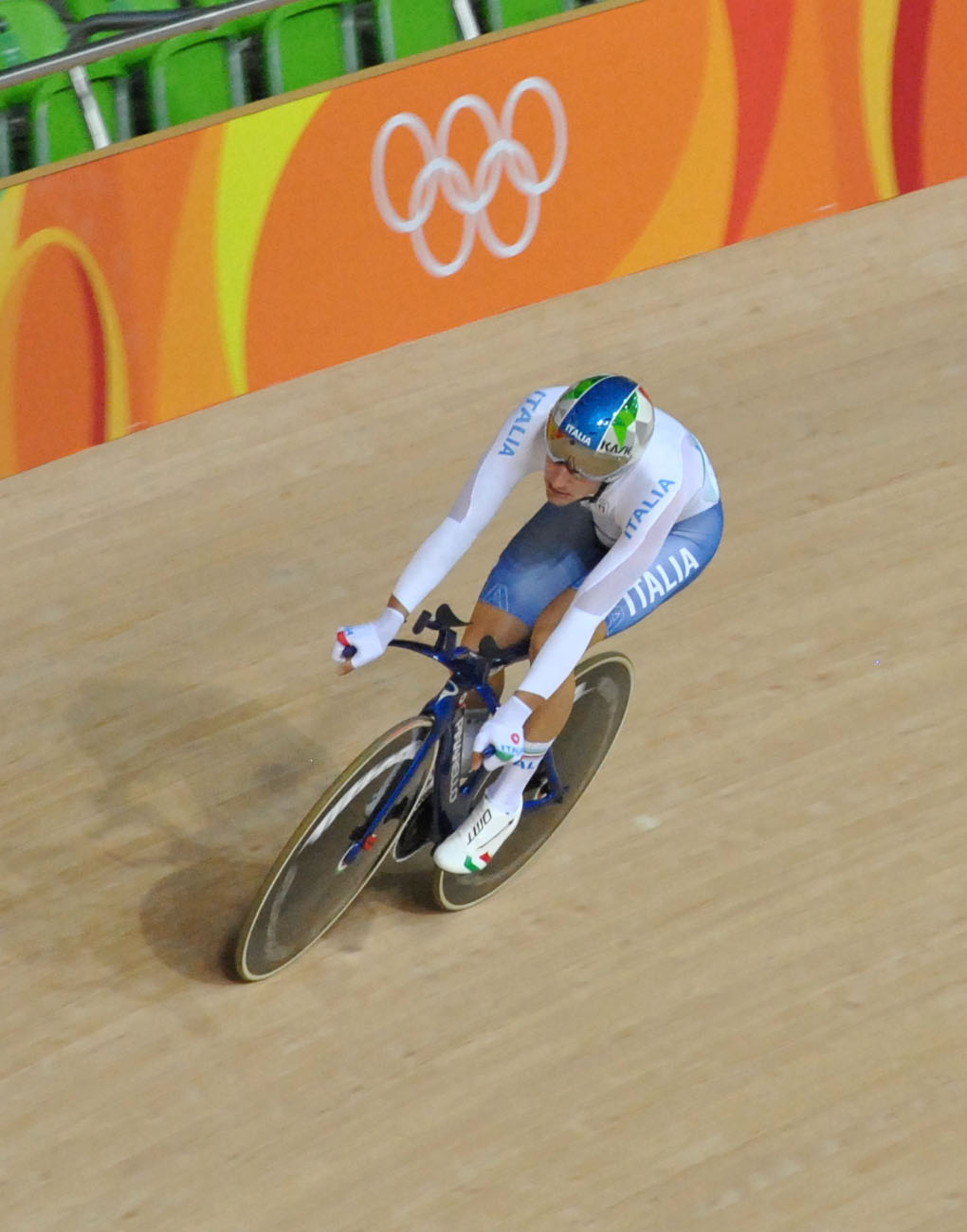
Viviani az olimpián

2015-ben a csapata megszűnése után a Team Sky-hoz igazolt. Első éve nem sikerült eseménydúsra, csupán egy szakaszgyőzelmet szerzett a Giro d’Italia második szakaszán. 
Viviani 2016-os szezonja nagyrészt az olimpiára való felkészülésből állt, az év elején kevés jó eredménnyel szolgált.
Az olimpián az omnium versenyszámban indult, ahol két napon keresztül küzdött az aranyért. Az utolsó futamon, a pontversenyben bukott, ám így is megnyerte az összetettet Mark Cavendish előtt és lett olimpiai bajnok.
A 2017-es szezon nehezen kezdődött Viviani számára: sok második helyet gyűjtött győzelmek nélkül, illetve csapata bejelentette, hogy nem visz sprintereket a Giro d’Italiára. A történtek után nyert egy szakaszt a Tour de Romandie-n, majd megnyerte a hamburgi és a bretagne-i egynaposokat. Ezen felül az országúti Európa-bajnokság mezőnyversenyén a második helyen végzett Alexander Kristoff mögött. A Sky azonban sem a Tourra, sem a Vueltára nem nevezte Vivianit, így úgy döntött, hogy év végén elhagyja a csapatot.

### Quick Step Floors

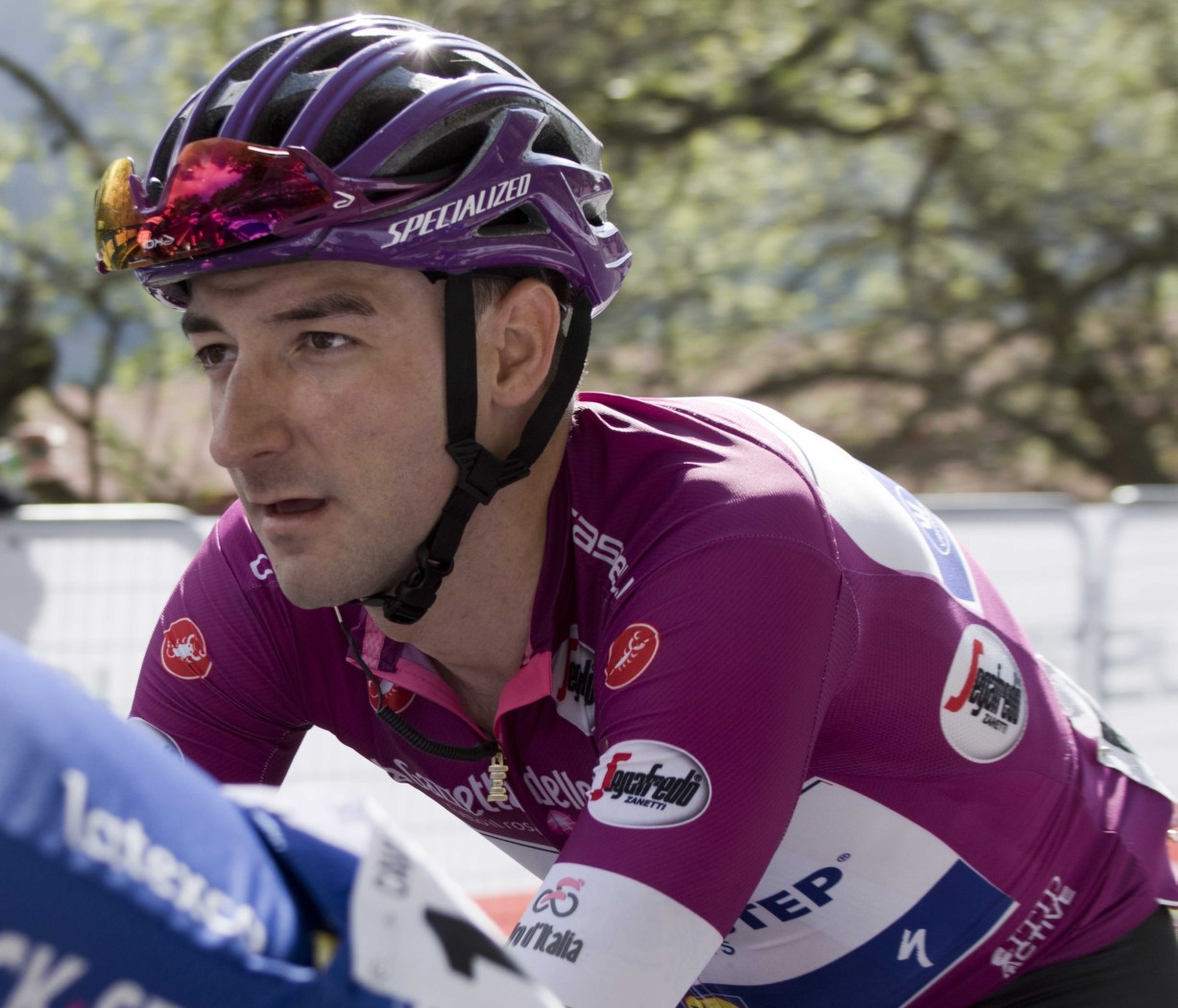
A 2018-as Girón a ciklámenszínű trikóban

2018-ra a Quick Step Floors csapatába szerződött, ahol Marcel Kittel helyét vette át. Első versenyén, a Tour Down Underen máris szerzett egy szakaszgyőzelmet, ahogy az Abu Dhabi Touron is. A Dubai Touron két szakaszgyőzelmet is szerzett, aminek köszönhetően az összetettet is meg tudta nyerni, így első nagyobb presztízsű többnapos versenygyőzelmét szerezte. Ezek után elindult a Milánó–Sanremón, ahol 19. lett, illetve számára csalódást keltően végződött a Gent–Wevelgem is, ahol Sagan mögött második lett, de ezt a veszteséget nagyon érzelmesen élte meg. A Giro d’Italiára kiemelt sprinterként érkezett, ahol három szakaszgyőzelmet tűzött ki célul. Végül a célt eggyel túlszárnyalva négy szakaszt nyert, de az utolsó, római befutón is megvolt az esélye a győzelemre. A pontverseny győzelmét végül az utolsó szakasz neutralizálásakor biztosította be Sam Bennett előtt és nyerte meg a ciklámenszínű trikót. Győzelmi sorozata folytatódott az olasz bajnokságban is, ahol megnyerte a mezőnyversenyt, így egy évet versenyezhet a nemzeti tricolore színeivel jelzett trikóban. Sőt, első olasz nemzeti trikóban töltött versenyét is megnyerte a hamburgi egynaposon, ráadásul itt címet védett. Az év végen második háromhetesét teljesített a Vueltán, ahol a harmadik szakaszt meg is nyerte.

## Eredményei
| Grand Tour               | 2012 | 2013 | 2014 | 2015 | 2016 | 2017 | 2018 | 2019 | 2020 | 2021 |
| ------------------------ | ---- | ---- | ---- | ---- | ---- | ---- | ---- | ---- | ---- | ---- |
| Giro d’Italia            | –    | 119  | 145  | 125  | Ki   | –    | 132  | Ki   | 112  | 135  |
| Tour de France           | –    | –    | 162  | –    | –    | –    | –    | 130  | 135  |      |
| Vuelta ciclista a España | 128  | –    | –    | –    | –    | –    | 145  | –    | –    |      |